# AXL
AXL, ЕКсЛ — китайський виробник електричних гітар та гітарних підсилювачів. Відрізняються низькими цінами на тотожню продукцію, що продається під американськими марками. Використовують високоякісні EMG-знімачі, що виробляють у Китаї й ставлять на якісні американські гітари. Марка спочатку продавалася у США американським підприємством Джонсон під його ім'ям.
Існує декілька ліній гітар:
- Headliner — найдешевші гітари для навчання й зменшені до 1/2 й 3/4 розміру,
- Marquee — гітари типу Тілікастер, Стратокастер,
- Badwater — копії Тілікастер, Стратокастер й Ле-Поль з потрощеним, побитим, перефарбованим виглядом,
- Mayhem — гітари для металевої музики.